# 太一教
太一教（たいいつきょう）は、中国の金代に、蕭抱珍が開いた道教の一派である。元代の後半に至り、正一教と全真教の二大教派に吸収された。

## 歴史
教祖の蕭抱珍は、汲県（現在の河南省衛輝市）の人という。金の熙宗の天眷中（1138年 - 1141年）に、太一三元の法籙を授与され、それによって新興の道教の一派を起こしたとされる。但し、それ以前の経歴等は判っていない。
金朝では、その創立後数年で、その名が金朝にも知られるまでになり、皇統11年（1148年）には、宮中に召されて、金朝の承認を獲得した。以後、金の朝廷との結びつきによって、教線を拡大することが出来た。
元朝が興ると、太一教では、巧みに世祖に対して接近を図り、元代になっても、貴顕との結びつきを維持し得た。しかし、その度師（祖師）で第7代目以降には、次第に正一教や全真教に吸収されて行った。
太一教では、その教団の教義も詳細が不明であり、そこで言う「太一三元の法籙」についても、よく判っていない。但し、病者に対して、符水を飲ませて丹書を服せしめたりと、旧来の正一教系の道教の教義に近い性格を持っていたであろうことは推測されている。
それでも、中道を重んじ、葷酒や妻帯を禁止しており、人倫を尊んで世教を輔導することを訴えているので、やはり新道教の一派としての傾向を持っていたことが窺える。

## 伝承
太一教では、天師道の張氏による秘伝の原則を模倣し、歴代の度師（祖師）は必ず「蕭」に改姓した。
- 初代：蕭抱珍（一悟真人、位1141年? - 1166年）
- 二代：蕭道熙（重明真人、位1166年 - 1186年）
- 三代：蕭志沖（虚寂真人、位1186年 - 1216年）
- 四代：蕭輔道（中和真人、位1216年 - 1252年）
- 五代：蕭居寿（貞常真人、位1252年 - 1280年）
- 六代：蕭全祐（純一真人、位1280年 - 1318年?）
- 七代：蕭天祐（崇玄真人、位1318年 - ? ）

## 文献資料
- 『元史』巻202「酈希誠伝」
- 『新元史』巻243「蕭輔道伝」